# 5380 Sprigg
5380 Sprigg este un asteroid din centura principală de asteroizi. Il a été nommé en l'honneur de Reginald Sprigg, géologue et paléontologue australien